# Niekludowskij
Niekludowskij (ros. Неклюдовский) – osiedle w Rosji, w obwodzie uljanowskim, w rejonie inzieńskim. W 2010 liczyło 313 mieszkańców.